# Märt Avandi
Märt Avandi (født 26. februar 1981 i Rapla) er en estisk skuespiller. Avandi dimitterede fra gymnasiet i Rapla i 1999 og i 2004 fra Estlands musik- og teaterakademi i Tallinn. Siden da har han været aktiv som skuespiller, hovedsageligt på Endla Teater i Pärnu og på Eesti Draamateater i Tallinn.
Han har optrådt i adskillige estiske spillefilm, herunder Malev (2005), I Was Here (2008) og Punane elavhõbe (2010). I 2015 medvirkede han i den finsk-estisk-tyske film Fægteren (Miekkailija, estisk Vehkleja).
I 2008 var Avandi jurymedlem i showet Eesti otsib superstaari, den estiske pendant til Idols Danmark. Den 12. marts 2010 var Avandi medvært på Melodi Grand Prix’et "Eesti Laul 2010", den estiske kvalifikation til Eurovision Song Contest 2010 sammen med skuespilleren Ott Sepp, og senere vært sammen med den tyske komiker Anke Engelke på European Film Awards 2010, der fandt sted i den estiske hovedstad den 4. december 2010.
I juni 2012 udgav Avandi og Lenna Kuurmaa sangen "Öö Valge on Õnn".

## Privatliv
Märt Avandi giftede sig med Liis-Katrin Mägi i august 2007, der er datter af den estiske musiker Tõnis Mägi. Parret har to sønner.

## Filmografi (udvalg)
- 2025 - Varastatud lootus: Armukelm (tv-serie) – Tarmo
- 2024 - Tulnukas 2 ehk Valdise tagasitulek 17 osas – Valdis
- 2022 - Hvem skød Otto Mueller? (tv-serie) – Oliver
- 2021 - 2022 - Sassis (tv-serie) – rolle ukendt
- 2020 - Jõulufilm ULF ehk Kas ma olen olemas? – Ulf
- 2020 - Tulejoonel (minserie) – efterforsker
- 2019 - The Old Man Movie (animationsfilm) – animationsstemme til ko
- 2019 - Kohtunik – broderen
- 2019 - Johannes Pääsukese tõeline elu – Harri Volter
- 2015 - Tujurikkuja (kortfilm) – forskellige roller
- 2015 - Mustad lesed (tv-serie) – Erno
- 2015 - Restart (tv-serie) – nabo
- 2015 - Fægteren – Endel Nelis
- 2009 - 2018 - Revenge Office (tv-serie) – Gerth Maango